# ABC1
ABC1 était une chaîne de télévision britannique, détenue et gérée par American Broadcasting Company, filiale de la Walt Disney Company.

## Historique
Lancée le 27 septembre 2004 comme une chaîne de télévision britannique sur le bouquet numérique terrestre de Freeview, la chaîne est ensuite proposée sur des bouquets satellites et les réseaux câblés.
Sa programmation de départ était une sélection des émissions américaines du passé et du présent de 6 heures à 18 heures. Elle partageait le logo et les émissions avec ABC.
Le 8 septembre 2007, Disney a décidé d'arrêter la chaîne en octobre en raison d'une impossibilité pour la chaîne d'atteindre une part d'audience convenable. La chaîne a disparu le 26 septembre 2007.